# 風見渚
風見 渚（かざみ なぎさ、1989年4月5日 - ）は、日本のAV女優。ファイブプロモーション所属。
身長:165cm。スリーサイズ:B85(D)・W58・H83。

## 略歴
兵庫県出身。2009年にAVデビュー。2010年8月に新宿ニューアートでストリップデビュー。

## 作品

### アダルトビデオ
2009年
- 働くオンナ 44（7月22日、プレステージ）
- ディープスロートごっくんクリニック （9月19日、SODクリエイト）
- 黒ストッキング美脚OL （10月19日、YeLLOW）
- レズビアンベロちゅー（12月10日、YeLLOW）

2010年
- 地元の少年にマワされて 風見渚（2月4日、タカラ映像）
- 卒業旅行レズビアン（2月19日、アンナと花子）
- 新宿某店キャバ嬢 渚（2月25日、隼エージェンシー）
- 美脚女教師 M男遊び 風見渚（3月15日、ジャネス）
- こだわりの手コキ4時間SP15 40人のハンドメイド（3月25日、隼エージェンシー）
- フェラコレ2010春SP 35人のフェラジェンヌ（4月25日、隼エージェンシー）
- 父に汚されていた恋人 風見渚（7月7日、マドンナ）
- 近親相姦 母子受精 風見渚（7月8日、センタービレッジ）
- 生命保険レディの肉欲接待 風見渚（8月1日、VENUS）
- レズビアン集団痴漢バス（9月19日、クロス）
- 美人ナースの強制連続発射 ～精子を何度も搾り出された僕～（10月19日、Fetish Box/妄想族）
- 掃除機【バキューム】オナニーの虜 02（10月20日、プールクラブ、エンタテインメント）
- ぶっかけ面汚し（10月20日、プールクラブ、エンタテインメント）
- クリ勃起クリニック ～不感症と偽り、マ○コを弄ってもらいにクリニックに通う欲求不満な女たちのM字大開脚～（11月19日、Fetish Box/妄想族）
- 美人どS家庭教師の個人授業 M男生徒をペットにする美人教師 風見渚 (12月5日、ジャネス)
- 超近くで生ち●ぽセンズリを見たがる欲求不満な美人妻たち（12月19日、Fetish Box/妄想族）
- お仕置き真正中出し 新章01 風見渚（12月25日、モブスターズ）

2011年
- 終われま10（テン）（1月9日、ATOM）
- デカ尻好きなレズビアン 5 アナル編 あすかみみ、風見渚 (2月10日、ジャネス)
- サディスティック秘書 2 絶対服従M男嬲り あすかみみ、風見渚 (2月10日、ジャネス)
- 人妻のいけない裏バイト リストラ、倒産、収入の無い夫のために私は… あんなさくら、芽衣奈、早坂愛梨、風見渚、はるか悠、水元鈴乃 (3月25日、なでしこ)
- 未亡人 3 あなた許して 風間ゆみ、南野あかり、緋村さら、風見渚、高柳あすか (4月8日、クリスタル映像)
- 女子校生のお掃除クンニ 2 風見渚、早乙女らぶ、里谷あい、青木琴音、坂根みな、三井レミ (4月15日、OFFICE K'S)
- ディープレズビアン ～秘め百合覚醒 2～ 結城みさ、風見渚、小桜りく、瀬奈涼 (5月13日、クリスタル映像)
- 私は痴女 中に熱いのたくさんチョ～ダイ 羽田桃子、風見渚、瑞城ララ、木村かれん、姫村ナミ (5月13日、クリスタル映像)
- 2発連射当たり前！ 凄指技の睾丸回春エステシャン その2 香川翔、美咲りん、風見渚 (5月13日、アロマ企画)
- 着エロ嬢、キャバクラ嬢、クラブ嬢を好き放題犯りまくる 風見渚、和葉みれい、愛海、藤崎クロエ、茉莉花、ましろ杏 (5月25日、ハヤブサ)
- Wパンスト！レズ＆3P直穿きドリーム 2 あすかみみ、風見渚 (6月15日、ジャネス)
- GAL×制服×パンスト 2 風見渚 (10月5日、ジャネス)